# Žibuntas Mikšys
Žibuntas Mikšys, né le 12 décembre 1923 à Kaunas en Lituanie, est un graveur lituanien. Sa vie est marquée par ses migrations des deux côtés de l'Atlantique. Il s'inspire du style expressionniste allemand et tire une grande partie de son inspiration de poèmes et de pièces de théâtre. Ses techniques de prédilection sont la linogravure, le collage et les gravures à l'eau-forte.
Il meurt le 16 novembre 2013 à Paris et est enterré au cimetière du Père-Lachaise.

## Jeunesse
Žibuntas Mikšys va à l'école primaire allemande Erhard Jansen puis au lycée des Jésuites de Kaunas. C’est là qu’il va suivre des cours de sculpture avec Alfonsas Janulis. À l’adolescence, il va s’initier à la linogravure sous l’influence du collectif d’artistes allemands expressionnistes : Die Brücke. Les images d’horreur liées à l’occupation nazie ont beaucoup influencé son art lors de ses études à l’Université Vytautas-le-Grand de Kaunas.
En juillet 1944, l’Armée rouge avance de nouveau vers la Lituanie, alors il fuit à Vienne avec toute sa famille. En février 1945, l'armée se déplace vers l’Autriche, ils sont contraints de s’exiler de nouveau à Passau, en Allemagne, où ils se retrouvent dans un camp de réfugiés à Ingolstatdt. De 1946 à 1949, Mikšys étudie dans l'Académie des beaux-arts de Nuremberg, ainsi qu'à l'Académie Nationale des beaux-arts de Stuttgart et suit des cours de mise en scène théâtrale de Kunibert Gensichen.
En 1949, il émigre aux États-Unis, d’abord à Détroit, puis Chicago et enfin New-York. Il obtient la nationalité américaine en 1955 avant de repartir en Europe pour vivre entre Paris et Stuttgart. Il travaille pour les théâtres de Bâle et de Munich et retourne vivre à New York en 1959 pendant 3 ans.

## Vie artistique
Le moment où il est le plus actif est lors de ses aller-retour entre les Etats-Unis, Stuttgart et Paris. Il affine son art de la linogravure en s’inspirant du théâtre et de la poésie. Sa mère, l’actrice et réalisatrice Zuzana Arlauskaitė-Mikšienė, a eu beaucoup d’impact dans sa formation artistique et ses influences. C’est en 1948, à Stuttgart, qu’il réalise ses premières gravures constituées uniquement de texte, notamment des poèmes ou extraits de pièces de théâtre qui l’inspirent. Il s’ensuit une série de 20 linogravures qui illustrent La petite fille qui ne pouvait pas danser de Thomas Theodor Heine. C’est son œuvre de jeunesse la plus importante. Lors de son retour à Paris, il commence à créer de plus petits formats, principalement sur des ex-libris. Il base son art sur le graphisme des lettres afin de montrer la poésie, les mots, tel un art visuel.

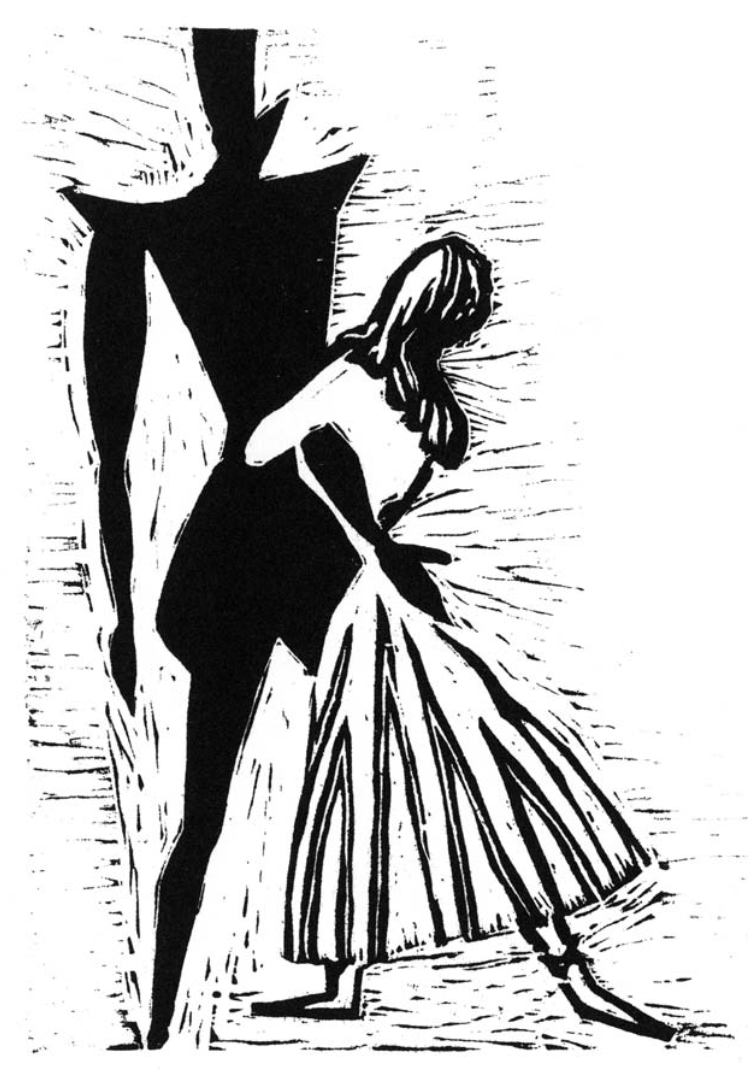
Žibuntas Mikšys, Das Mädchen das nicht tanzen konnte (La petite fille qui ne pouvait pas danser, poème de Thomas Theodor Heine), linogravure, 23,0 x 16,5 cm, 1951

Il consacre 10 ans de sa vie aux personnages de la comédie Léonce et Léa de Georg Büchner avec une série de gravures à l’eau-forte conçues à Paris entre 1964 et 1973. S’il dédie autant de temps à ces œuvres, c’est parce qu’il est fasciné par la vie de l’auteur, figure marquante de la littérature allemande du XIXe siècle qui a contribué au développement de la démocratie en Allemagne.

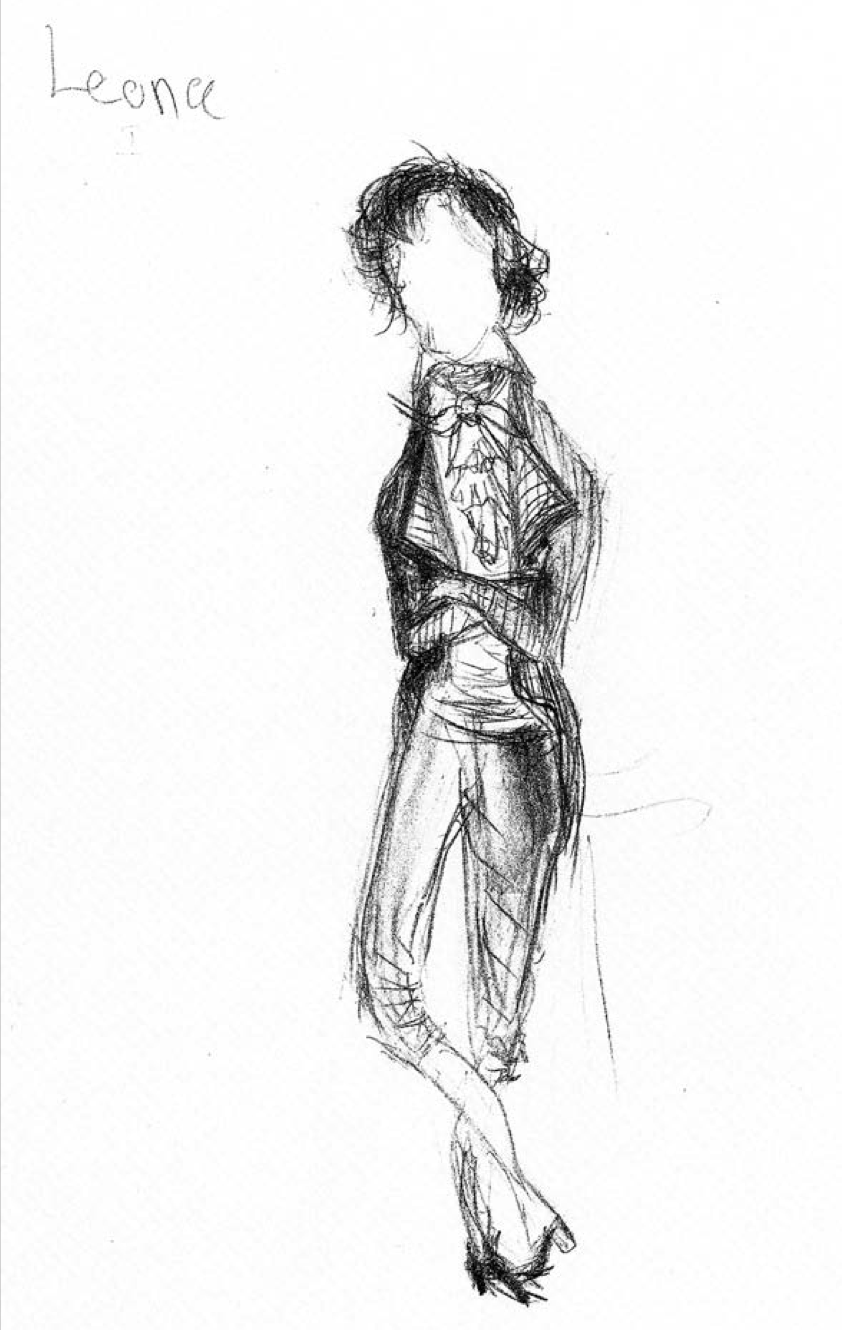
Žibuntas Mikšys, Léonce, lithographie, 40 x 30 cm, 1953

En 1962, il décide de venir s’installer définitivement à Paris. Il va, plusieurs fois par semaine, assister à des pièces de théâtre, voir des projections au cinéma, et passe le reste de son temps à étudier à la bibliothèque. Il travaille en parallèle dans le studio de gravure de Johnny Friedlaender où il enseigne l’art graphique et s’initie à la technique de gravure à l’eau-forte. Ses premières œuvres réalisées à l’aide de cette technique sont des natures mortes qu’il transforme en y exprimant ses expériences personnelles, traumatiques et des concepts abstraits. Il crée aussi beaucoup autour du thème de l’amour avec des visages de femmes et des poèmes gravés. Il mêle des lieux réels hérités de ses voyages et des différentes villes dans lesquelles il y a vécu, avec des paysages inventés.
Grâce à cette même technique, il réalise de nombreux ex-libris pour ses proches et ses collègues artistes. En plus de reprendre des poèmes dans ses gravures, il arrange, retravaille et modifie certains écrits. Même lors de travaux collectifs, il préfère s’exprimer en dernier, afin de travailler sur un support déjà existant. Entre 1960 et 1980, il correspond avec l’artiste allemand Rainer G. Mordmüller. Les deux artistes s’échangent des disques en cuivre et les gravent à tour de rôle jusqu’à avoir un résultat qu’ils jugent satisfaisant.
La première exposition en Lituanie consacrée à ses oeuvres a lieu en 1974. Il a déjà été exposé à Stuttgart, New York, Détroit, Giessen, Chicago, Toronto et Urbino.
Miksys réalise également beaucoup de collages en utilisant différents matériaux (bande-dessinée, dessin, ticket de transport, reproduction de tableau…). Entre 1997 et 2000, il transforme l’album Mon préjugé contre ce temps du graveur allemand Karl Rössing, en une grande oeuvre de collage intitulée Le monde nous regarde - Nous regardons le monde.

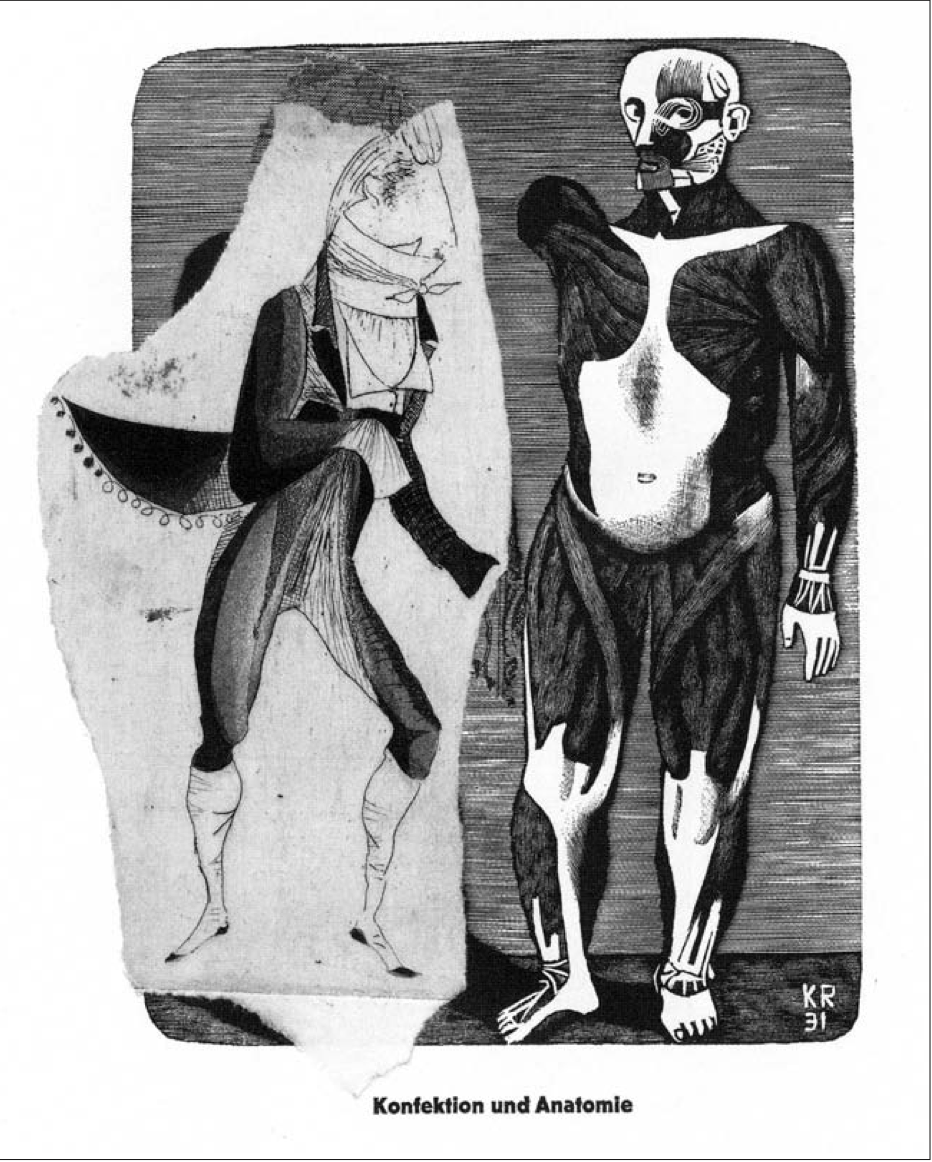
Žibuntas Mikšys, Konfektion und Anatomie - Le monde nous regarde – Nous regardons le monde, collage, 26,6 x 17,4 cm, 1997-2000

## Activités annexes
Il travaille à l’institut historique allemand et enseigne le lituanien à l’Institut national des langues et civilisations orientales de 1979 à 1985. En plus de l’art, il s’essaye à l’écriture, sous le pseudonyme de Jean-Pierre Menthanon, avec l’opuscule La Lithuanie, pays entre deux Mondes, publié en 1982 par la Communauté lituanienne de France. En 1999, il est élu président du Conseil de la communauté. 